# 流體動力

插图是連動液壓缸的力量乘積之效果，這是流體動力的基本特性

流體動力是指使用受壓的流體来產生動力，並且控制和傳遞動力。 流體動力分為使用液體（如矿物油或水）的 液压系统，以及使用氣体（如空氣或其他氣体）的气动装置。以往曾經在大範圍內，使用压缩空气和水压系统從中央源傳遞動力給各工業用户。如今的流体动力系统多半會在建筑物或移动机器内。 
流體動力系统的運動是透過活塞筒或流体动机驅動的压力流体來驅動。活塞筒會施力，造成直线运动，而流體動机产生的扭矩會產生旋转运动。 在流体动力系统中，會由活塞筒和流体动机（也称为致動器）進行任務，而阀门之類的控制部件則用來调节系统。 

## 組成元件
流體動力系統动力系统包括了由原动机（例如电动机或内燃机）驱动的泵，可以將机械能转换成流体能，阀可以控制加压流体，並且引导到致動器中。像是液压缸或氣動缸的致動器可以進行直线运动。而像液压马达或气动马达的動器以，可提供旋转运动或扭矩。旋转运动可以是连续旋转，也可以限制只旋轉某個小角度。 

## 液压泵
动壓力泵（非正排量式泵）
这類型的泵常用于低压，高體積容量的应用。因為這類的泵不能承受高压，很少用在流体动力的領域中。其最大压力限制在250-300 psi。此类型的泵主要是将流体从一个位置输送到另一个位置。动壓力泵中最常見的兩種類型分別是离心式和轴流式螺旋桨泵。 
正排量泵
正排量泵常用于流体动力系统。這類的泵浦，每次泵轴旋转一圈，會將固定量的流体推送到液压系统中。正排量泵能够克服机械负载产生的压力降以及因摩擦所造造成的阻力。这两點在流体动力泵中非常的重要。正排量泵还具有以下优点： 
- 可以輸出較高的壓力（高达12,000 psi）
- 体积小
- 高容积效率
- 在设计压力范围内，效率的变化不大[2]

## 特点
和電力驅動系統相比，流体动力系统可以以較小的體積輸出高功率和高出力。通过量測仪器可以監控系統的出力。表和仪表可以在系统内轻松监控施加的力。流体动力系统若正常保養維修，其使用壽命比電力驅動或是用燃料為動力的系統要久。工作流體會通過通液壓發動機，因此在本質上就可以幫液壓發動機冷卻。而電動機的冷卻就需要另外進行。一般而言液壓發動機不會產生火花，因此可以適用在有易燃氣體或是蒸氣的危險區域，不會因為火花造成燃燒或是爆炸。 
流体动力系统容易受到管道和控制装置中压力損失和流量损失的影响。流体动力系统需搭配过滤器和其他措施，以保持工作流体的清潔。系统中任何的污垢都可能导致密封件磨损和泄漏，或者阻碍控制阀，使其操作不稳定。液压流体对温度和压力很敏感，并且本身具有一定程度的可压缩性（體積會隨壓力而改變。这些可能讓系统无法正常运行。 如果运行不當，可能会发生气蚀和通气 。 

## 應用
在移動設備中常會應用到到流體動力。幾乎所有自行驅動式輪式車輛都會有液壓驅動或是空壓剎車。像推土机、反铲挖土机等土方設備會用强力的液压系统进行挖掘和推进。有許多車輛中的自动变速器是紧凑型的流体动力系统，例如液力变矩器 。 
流體動力也用在自動化系统中，用流體動力設備來移動工具或工件，也可以用在夾持上。在用于精密机床的伺服机构系统中，會用到可变流量控制阀和位置传感器。以下是一些流体动力應用及分類的详细列表： 

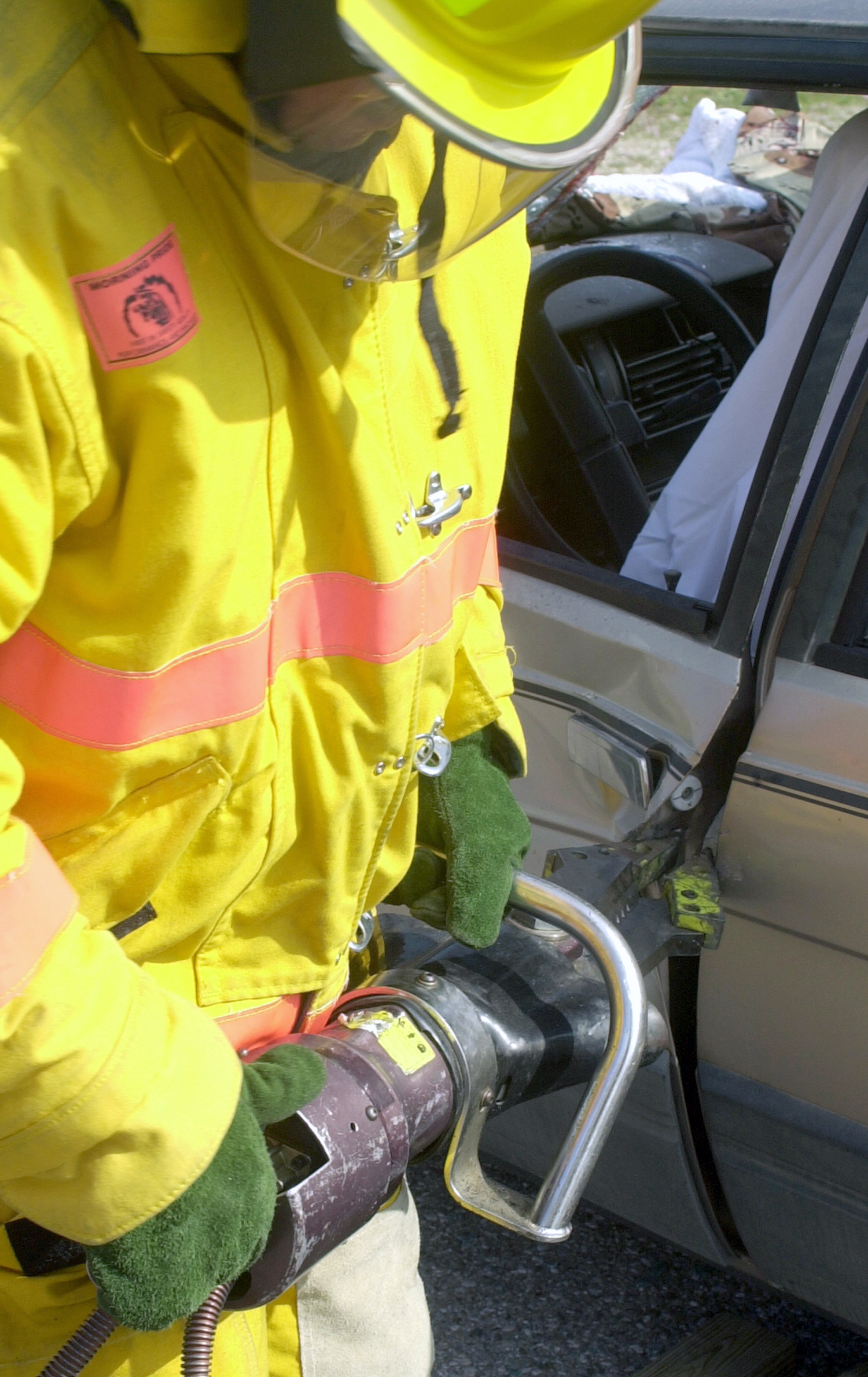
利用液压救援工具，搶救受损车辆中的傷患

- 工業（也稱為固定式）

- 金屬加工
- 注塑成型
- 控制器
- 物料搬運或理

- 航太

- 起落架
- 剎車

## 氣壓和液压系统的比較
- 成本：氣壓系統的架設和運營成本更低。 利用空氣作為壓縮介質，因此不需要排出或回收流體。液壓系统需要较大的工作壓力，并且需要比氣壓部件更大的部件。
- 精度 ：氣體和液體不同，氣體在加压时，其體積會有明顯的變化，因此其精確度會比較低。

## 常見的液壓回路應用

### 同步
液壓回路可以用來控制設備的同步。當液壓缸到達某一點時，通過液壓限位開關閥或是液壓缸中的壓力累積去引發另外一個液壓缸的動作。這種應用可以用在裝配線上，當驅動液壓缸抓取工件時，會碰到伸展點或是或縮回點，此會驅動另一個液壓缸來鎖螺絲或是將蓋子蓋在工件上，因此達到同步的效果。 

### 回生
在回生回路中，會使用雙動的液壓缸。液壓缸有配合固定輸出的泵浦。回生回路可以針對特定應用使用較小容量的泵浦。其作法是將流體重新導向到液壓缸的尾端而不是回到液壓箱。例如，在鑽孔過程中，可以用回生回路用定速進行鑽孔，而以較快的速度將鑽孔刀具退回。使加工的速度加快。    

## 電子化控制
在自動化系統中，常常會用電控系統配合流體動力元件使用。在自動化系統中，許多量測設備、感測器及控制設備都是電子式的。这些可用來控制流體動力元件的电磁阀或伺服阀。電控制可用來控制遠處的控制阀，不需要長的液壓或氣壓管路。